# Hadstock
Hadstock är en by och en civil parish i Uttlesford i Storbritannien. Den ligger i grevskapet Essex och riksdelen England, i den sydöstra delen av landet, 70 km norr om huvudstaden London. Orten har 320 invånare (2001).  Byn nämndes i Domedagsboken (Domesday Book) år 1086, och kallades då Cadenham.
Kustklimat råder i trakten. Årsmedeltemperaturen i trakten är 8 °C. Den varmaste månaden är augusti, då medeltemperaturen är 18 °C, och den kallaste är januari, med 0 °C.